# Phecda
Phecda eller Gamma Ursae Majoris (γ Ursae Majoris, γ UMa) som är stjärnans Bayer-beteckning, är en dubbelstjärna i den mellersta delen av stjärnbilden Stora Björnen och ingår i Karlavagnen. Den har en skenbar magnitud på +2,44 och är synlig för blotta ögat. Baserat på parallaxmätningar i Hipparcos-uppdraget på 39,2 mas beräknas den befinna sig på ca 83 ljusårs (26 parsek) avstånd från solen. Sedan 1943 har spektret av stjärnan utgjort en av de stabila ankarpunkter som andra stjärnor klassificeras efter.

## Nomenklatur
Gamma Ursae Majoris har de traditionella namnen Phecda eller Phad, som kommer från den arabiska frasen فخذ الدب fakhth al-dubbla " björnens lår". År 2016 organiserade Internationella astronomiska unionen en arbetsgrupp för stjärnnamn (WGSN) med uppgift att katalogisera och standardisera riktiga namn för stjärnor. WGSN:s första bulletin från juli 2016 innehåller en tabell över de första två satserna av namn som fastställts av WGSN och som anger namnet Phecda för Gamma Ursae Majoris.

## Egenskaper
Primärstjärnan  Gamma Ursae Majoris A är en blå till vit stjärna i huvudserien av spektralklass A0 Ve där e-suffixet anger emissionslinjer från stjärnans omgivande stoft i spektret. Den har en massa som är ca 2,9 gånger solens massa, en radie som är ca 3,0 gånger större än solens och utsänder ca 65  gånger mera energi än solen från dess fotosfär vid en effektiv temperatur på ca 9 400 K.
Gamma Ursae Majoris är en astrometrisk dubbelstjärna där följeslagaren regelbundet stör primärstjärnan så att denna wobblar kring barycentret. Följeslagaren är en stjärna i huvudserien av spektralklass K2 V med en beräknad omloppsperiod på 20,5 år. Den har en massa som är 0,79 gånger solens massa och en yttemperatur på 4 780 K.